# Cremlingen (Cremlingen)
Cremlingen ist der Hauptort und zweitgrößte Ortsteil der Gemeinde Cremlingen.

## Geschichte
Cremlingen wurde erstmals im Jahr 1296 als „Kremmelinghe“ urkundlich erwähnt. Über verschiedene Zwischenformen wie Cremnige (1316) oder Kremmling (1570) entwickelte sich ab dem 17. Jahrhundert der heutige Name Cremlingen. Bei dem Ortsnamen handelt es sich um eine für die Region -ingen-Siedlung, mit einer Grundform *kram-l-ingi. Umstritten ist die Bedeutung des Bestimmungswortes, bei dem sowohl von einem Personennamen Kremo als auch einer wurzel *kram- 'feucht' ausgegangen wird (siehe Cramme).
Im Zuge der niedersächsischen Gemeindegebietsreform vom 1. März 1974 wurde die bisherige Gemeinde Cremlingen mit den Nachbargemeinden Abbenrode, Destedt, Gardessen, Hemkenrode, Hordorf, Klein Schöppenstedt, Schandelah, Schulenrode und Weddel zu einer neuen Gemeinde Cremlingen zusammengeschlossen.

### Einwohnerentwicklung
| Cremlingen-Cremlingen – Bevölkerungsentwicklung seit 2007 | Cremlingen-Cremlingen – Bevölkerungsentwicklung seit 2007 | Cremlingen-Cremlingen – Bevölkerungsentwicklung seit 2007 | Cremlingen-Cremlingen – Bevölkerungsentwicklung seit 2007 | Cremlingen-Cremlingen – Bevölkerungsentwicklung seit 2007 | Cremlingen-Cremlingen – Bevölkerungsentwicklung seit 2007 | Cremlingen-Cremlingen – Bevölkerungsentwicklung seit 2007 |
| Entwicklung | Jahr                                                      | Einwohner                                                 | Jahr                                                      | Einwohner                                                 |                                                           |                                                           |
| --- | --------------------------------------------------------- | --------------------------------------------------------- | --------------------------------------------------------- | --------------------------------------------------------- | --------------------------------------------------------- | --------------------------------------------------------- |
| Die zur Anzeige dieser Grafik verwendete Erweiterung wurde dauerhaft deaktiviert. Wir arbeiten aktuell daran, diese und weitere betroffene Grafiken auf ein neues Format umzustellen. (Mehr dazu) | 2007                                                      | 2.488                                                     | 2017                                                      | 2.715                                                     |                                                           |                                                           |
| Die zur Anzeige dieser Grafik verwendete Erweiterung wurde dauerhaft deaktiviert. Wir arbeiten aktuell daran, diese und weitere betroffene Grafiken auf ein neues Format umzustellen. (Mehr dazu) | 2008                                                      | 2.483                                                     | 2021                                                      | 2.885                                                     |                                                           |                                                           |
| Die zur Anzeige dieser Grafik verwendete Erweiterung wurde dauerhaft deaktiviert. Wir arbeiten aktuell daran, diese und weitere betroffene Grafiken auf ein neues Format umzustellen. (Mehr dazu) | 2009                                                      | 2.540                                                     | 2022                                                      | 2.897                                                     |                                                           |                                                           |
| Die zur Anzeige dieser Grafik verwendete Erweiterung wurde dauerhaft deaktiviert. Wir arbeiten aktuell daran, diese und weitere betroffene Grafiken auf ein neues Format umzustellen. (Mehr dazu) | 2010                                                      | 2.585                                                     | 2023                                                      | 3.107                                                     |                                                           |                                                           |
| Die zur Anzeige dieser Grafik verwendete Erweiterung wurde dauerhaft deaktiviert. Wir arbeiten aktuell daran, diese und weitere betroffene Grafiken auf ein neues Format umzustellen. (Mehr dazu) | 2011                                                      | 2.576                                                     | 2024                                                      | 3.142                                                     |                                                           |                                                           |
| Die zur Anzeige dieser Grafik verwendete Erweiterung wurde dauerhaft deaktiviert. Wir arbeiten aktuell daran, diese und weitere betroffene Grafiken auf ein neues Format umzustellen. (Mehr dazu) | 2012                                                      | 2.577                                                     | 2025                                                      | 3.173                                                     |                                                           |                                                           |
| Die zur Anzeige dieser Grafik verwendete Erweiterung wurde dauerhaft deaktiviert. Wir arbeiten aktuell daran, diese und weitere betroffene Grafiken auf ein neues Format umzustellen. (Mehr dazu) | 2013                                                      | 2.566                                                     |                                                           |                                                           |                                                           |                                                           |
| Die zur Anzeige dieser Grafik verwendete Erweiterung wurde dauerhaft deaktiviert. Wir arbeiten aktuell daran, diese und weitere betroffene Grafiken auf ein neues Format umzustellen. (Mehr dazu) | 2014                                                      | 2.611                                                     |                                                           |                                                           |                                                           |                                                           |
| Die zur Anzeige dieser Grafik verwendete Erweiterung wurde dauerhaft deaktiviert. Wir arbeiten aktuell daran, diese und weitere betroffene Grafiken auf ein neues Format umzustellen. (Mehr dazu) | 2015                                                      | 2.615                                                     |                                                           |                                                           |                                                           |                                                           |
| Die zur Anzeige dieser Grafik verwendete Erweiterung wurde dauerhaft deaktiviert. Wir arbeiten aktuell daran, diese und weitere betroffene Grafiken auf ein neues Format umzustellen. (Mehr dazu) | 2016                                                      | 2.651                                                     |                                                           |                                                           |                                                           |                                                           |
| Quelle: bis 2016, ab 2017. Jeweils zum 31. Dezember des Jahres. |                                                           |                                                           |                                                           |                                                           |                                                           |                                                           |

## Politik

### Ortsrat
Der Ortsrat, der den Ortsteil Cremlingen der gleichnamigen Gemeinde vertritt, setzt sich aus neun Mitgliedern zusammen. Ortsbürgermeister ist seit 2010 Jens Drake (SPD). Die Ratsmitglieder werden durch eine Kommunalwahl für jeweils fünf Jahre gewählt.
Bei der Kommunalwahl 2021 ergab sich folgende Sitzverteilung:
| Ortsrat 2021Insgesamt 9 Sitze - SPD: 4 - Grüne: 1 - FDP: 1 - CDU: 3 |

### Wappen
Bis 2023 hat die Ortschaft Cremlingen auf die Erstellung eines eigenen Ortschaftswappens verzichtet. Als Ortschaftswappen wurde das Wappen der Gemeinde Cremlingen übernommen.
Im Jahr 2023 hat der Ortsrat unter Ortsbürgermeister Jens Drake ein eigenes Wappen erstellen lassen. Die Hauptfarben Blau und Gold (Gelb) nehmen Bezug auf die Farben des Wappens des Landkreises Braunschweig (und der Gemeinde Cremlingen). Der Löwe nimmt Bezug auf den Löwen im Wappen der Gemeinde Cremlingen und somit der Nähe und früheren Zugehörigkeit zum Landkreis Braunschweig als auch den Fürstentümern Braunschweig-Wolfenbüttel und Braunschweig-Lüneburg.
Der Doppelwinkel-Schildhaupt nimmt redend und symbolisch die Herzogsberge auf, an denen der Ort Cremlingen gelegen ist.
Der Salzkristall steht für die dort gelegene Solequelle, die Mauerziegel für die Ziegelherstellung, einem tragenden Wirtschaftszweig im damaligen Cremlingen.

## Kultur
Eine der größten Veranstaltungen ist jedes Jahr die Fastnacht in Cremlingen. Veranstalter ist die Fastnachtsgesellschaft Cremlingen e.V. (FGC). Größter Verein mit um die 700 Mitglieder ist der Turn- und Sportverein (TuS) Cremlingen.

## Persönlichkeiten
- Manfred Trojahn (* 22. Oktober 1949 in Cremlingen), Komponist und Dirigent